# 青兰站
青兰站是位于河北省景县青兰乡的一个铁路车站，邮政编码053511。车站建于1958年，有石德铁路经过该站，现仅办理货运，不办理客运业务，车站及其上下行区间均已电气化。车站距离石家庄站162公里，隶属北京铁路局，曾是四等站，在石德铁路电气化改造工程中已撤销。